# My (singel)
My – czternasty singel polskiego zespołu rockowego Myslovitz (drugi z albumu Miłość w czasach popkultury), wydany w styczniu 2000 roku.

## Lista utworów
1. "My"  (3:26)
2. "Długość dźwięku samotności" (acoustic edit)  (4:05)
3. "My" (acoustic edit)  (3:29)
4. "Zgon" (acoustic edit)  (3:00)